# Hotonnes
Hotonnes és un municipi francès situat al departament de l'Ain i a la regió d'Alvèrnia-Roine-Alps. L'any 2007 tenia 300 habitants.

## Demografia

### Població
El 2007 la població de fet de Hotonnes era de 300 persones. Hi havia 128 famílies de les quals 44 eren unipersonals (20 homes vivint sols i 24 dones vivint soles), 32 parelles sense fills, 36 parelles amb fills i 16 famílies monoparentals amb fills.
La població ha evolucionat segons el següent gràfic:
Habitants censats

### Habitatges
El 2007 hi havia 303 habitatges, 137 eren l'habitatge principal de la família, 136 eren segones residències i 30 estaven desocupats. 201 eren cases i 100 eren apartaments. Dels 137 habitatges principals, 87 estaven ocupats pels seus propietaris, 46 estaven llogats i ocupats pels llogaters i 5 estaven cedits a títol gratuït; 1 tenia una cambra, 13 en tenien dues, 15 en tenien tres, 31 en tenien quatre i 78 en tenien cinc o més. 95 habitatges disposaven pel capbaix d'una plaça de pàrquing. A 73 habitatges hi havia un automòbil i a 55 n'hi havia dos o més.

### Piràmide de població
La piràmide de població per edats i sexe el 2009 era:
| Homes | Edats   | Dones |
| ----- | ------- | ----- |
| 0     | 95 o +  | 0     |
| 0     | 90 a 94 | 0     |
| 0     | 85 a 89 | 0     |
| 8     | 80 a 84 | 8     |
| 4     | 75 a 79 | 16    |
| 8     | 70 a 74 | 8     |
| 0     | 65 a 69 | 8     |
| 8     | 60 a 64 | 0     |
| 4     | 55 a 59 | 0     |
| 4     | 50 a 54 | 4     |
| 28    | 45 a 49 | 4     |
| 8     | 40 a 44 | 16    |
| 16    | 35 a 39 | 16    |
| 8     | 30 a 34 | 8     |
| 4     | 25 a 29 | 4     |
| 0     | 20 a 24 | 4     |
| 12    | 15 a 19 | 8     |
| 12    | 10 a 14 | 12    |
| 12    | 5 a 9   | 16    |
| 12    | 0 a 4   | 12    |

## Economia
El 2007 la població en edat de treballar era de 201 persones, 153 eren actives i 48 eren inactives. De les 153 persones actives 143 estaven ocupades (83 homes i 60 dones) i 10 estaven aturades (5 homes i 5 dones). De les 48 persones inactives 21 estaven jubilades, 17 estaven estudiant i 10 estaven classificades com a «altres inactius».

### Ingressos
El 2009 a Hotonnes hi havia 138 unitats fiscals que integraven 315,5 persones, la mediana anual d'ingressos fiscals per persona era de 17.848 €.

### Activitats econòmiques
Dels 29 establiments que hi havia el 2007, 1 era d'una empresa alimentària, 1 d'una empresa de fabricació de material elèctric, 3 d'empreses de fabricació d'altres productes industrials, 2 d'empreses de construcció, 3 d'empreses de comerç i reparació d'automòbils, 7 d'empreses d'hostatgeria i restauració, 1 d'una empresa d'informació i comunicació, 3 d'empreses immobiliàries, 5 d'empreses de serveis, 1 d'una entitat de l'administració pública i 2 d'empreses classificades com a «altres activitats de serveis».
Dels 6 establiments de servei als particulars que hi havia el 2009, 1 era un guixaire pintor, 1 lampisteria i 4 restaurants.
Dels 3 establiments comercials que hi havia el 2009, 1 era una botiga de més de 120 m² i 2 botigues de material esportiu.
L'any 2000 a Hotonnes hi havia 14 explotacions agrícoles que ocupaven un total de 924 hectàrees.

## Equipaments sanitaris i escolars
El 2009 hi havia una escola elemental.

## Poblacions més properes
El següent diagrama mostra les poblacions més properes.